# Al Nelson
Al Nelson ist ein amerikanischer Tontechniker.

## Leben
Al Nelson war bereits in früher Kindheit von Musik fasziniert, lernte Instrumente zu spielen und trat in Bands auf. Seine Leidenschaft für die Musik führte ihn an die Florida State University. Nach seinem Abschluss in Musikkomposition, Filmmusikstudien und klassischer Gitarre beschloss er, eine Karriere in den sogenannten „Neuen Medien“ zu verfolgen.
Da Los Angeles ihn nicht reizte und eine Tätigkeit im Filmbereich direkt nach der Universität als unrealistisch erschien, ließ er sich von einem Freund und Kollegen überzeugen, in den 1990er Jahren nach San Francisco zu ziehen.
Dort traf er einen Studio-Besitzer, der ihn als Praktikant in sein Team aufnahm. In diesem Studio sammelte Nelson grundlegende Arbeitserfahrungen, zunächst beginnend mit Hilfstätigkeiten wie dem Einrichten der Studiotechnik und dem Aufräumen. Im Laufe der Zeit erlernte er fortgeschrittenere Fähigkeiten wie die Platzierung von Mikrofonen und die Bedienung digitaler Systeme. In dieser Zeit hörte er auch erstmals von Skywalker Sound, einem nördlich von San Francisco im Marin County ansässigen Filmtontechnik-Unternehmen.
Nach zwei Jahren in der Medienbranche mit Aufträgen für Werbespots und Videospiele und seiner Ausbildung im Multimedia-Bereich bewarb sich Nelson für eine Stelle in der Technik-Abteilung bei Skywalker Sound. Dort lernte er im sogenannten „Maschinenraum“ nach und nach das gesamte Equipment und den kreativen Prozess kennen und arbeitete schließlich als Sounddesigner-Assistent.
Als Re-recordist, verantwortlich für die Zusammenstellung, Mischung und Abstimmung aller Audioelemente, war Al Nelson von Gary Rydstroms Arbeit bei Vergessene Welt: Jurassic Park beeindruckt. Bereits wenige Jahre später hatte er die Möglichkeit, bei Toy Story 2 enger mit ihm  zusammenzuarbeiten. Als Assistant Sound Effects Editor war Al Nelson vor allem damit beschäftigt, Soundeffekte zu sammeln und zu organisieren. Gary Rydstrom, der damals als Sounddesigner arbeitete, leitete das Team und Al Nelson konnte von seiner Expertise und Erfahrung profitieren.
Ein weiterer wichtiger Moment in Al Nelsons Karriere war, als er Ben Burtt beim Volleyballspielen auf dem Gelände von Skywalker Sound kennenlernte. Als Burtt am Sounddesign für Steven Spielbergs Film München arbeitete und in Zeitdruck kam, bat er Nelson, ihn als Sound Effects Editor zu unterstützen. Diese Begegnung führte nicht nur zu einer Zusammenarbeit an mehreren weiteren Projekten, darunter How To Train Your Dragon und Jurassic World, sondern auch zu einer engen Freundschaft mit Burtt und dessen Sohn Benny Burtt, der ebenfalls Tontechniker ist.
Durch diese Arbeiten wurde Al Nelson schließlich selbst zu einem renommierten Sounddesigner. Sein Hintergrund als Musiker und Komponist half ihm, seine Fähigkeiten und Leidenschaft für Sound-Design und Filmtontechnik zu entwickeln und zu verfeinern. Er leitete Sounddesign-Teams für zahlreiche Projekte, darunter Top Gun: Maverick. Für diesen Film arbeitete er eng mit Regisseur Joe Kosinski zusammen und reiste mit seinem Freund und Kollegen Benny Burtt nach Virginia Beach, um alle möglichen Sounds aufzunehmen, bevor die Produktion überhaupt begann. Sie verbrachten eine Woche auf einem Flugzeugträger im Atlantik und nahmen von allen Ecken und Winkeln des Trägers auf, einschließlich des Sicherheitsbereichs am Bug, wo die Jets direkt über ihrem Kopf von den Katapulten starteten. Sie sammelten so viel Material wie möglich, um eine Sound-Bibliothek für den Film zu erstellen. Für seine Arbeit wurde Al Nelson 2023, zusammen mit seinen Kollegen Chris Burdon, James Mather, Mark Taylor und Mark Weingarten, für einen Oscar in der Kategorie Bester Ton ausgezeichnet. Durch die Motion Picture Sound Editors gab es bereits zuvor zahlreiche Nominierungen und Auszeichnungen mit dem Golden Reel Award, u. a. 2005 für Die Unglaublichen – The Incredibles und 2008 für Ratatouille als Foley Editor (Geräuschemacher).

## Filmografie (Auswahl)
- 1995: Psychic Detective – Regie: John Sanborn (Videospiel)
- 1996: Das Geisterschloss (The Haunting) – Regie: Jan de Bont
- 1997: Vergessene Welt: Jurassic Park (The Lost World: Jurassic Park) – Regie: Steven Spielberg (Re-recordist)
- 1999: Toy Story 2 – Regie: John Lasseter (Assistant Sound Effects Editor)
- 2002: Lilo & Stitch – Regie: Dean DeBlois und Chris Sanders (Sound design editor und Sound Effects Editor)
- 2004: Die Unglaublichen – The Incredibles (The Incredibles) – Regie: Brad Bird (Foley Editor)
- 2006: Cars – Regie: John Lasseter und Joe Ranft (Assistant Sound Designer)
- 2006: Ice Age 2 – Jetzt taut’s (Ice Age: The Meltdown) – Regie: Carlos Saldanha (Sound Effects Editor)
- 2010: Toy Story 3 – Regie: Lee Unkrich (Sound Effects Editor)
- 2010: Drachenzähmen leicht gemacht (How to Train Your Dragon) – Regie: Dean DeBlois und Chris Sanders (Sound Designer)
- 2011: Cars 2 – Regie: John Lasseter und Ko-Regisseur Brad Lewis (Sound Effects Editor)
- 2013: Die Croods (The Croods) – Regie: Chris Sanders und Kirk DeMicco (Additional Sound Designer)
- 2010: Drachenzähmen leicht gemacht 2 (How to Train Your Dragon 2) – Regie: Dean DeBlois (Sound Designer)
- 2014: The Return of the First Avenger (Captain America: The Winter Soldier) – Regie: Anthony und Joe Russo (Sound Designer)
- 2015: Jurassic World – Regie: Colin Trevorrow (Sound Effects Recordist, Supervising Sound Designer und Supervising Sound Editor)
- 2018: Jurassic World: Das gefallene Königreich (Jurassic World: Fallen Kingdom) – Regie: Juan Antonio Bayona (Supervising Sound Designer und Supervising Sound Editor)
- 2019: Drachenzähmen leicht gemacht 3: Die geheime Welt (How to Train Your Dragon: The Hidden World) – Regie: Dean DeBlois (Sound Designer)
- 2019: Captain Marvel – Regie: Ryan Fleck und Anna Boden (Additional Sound Design)
- 2022: Top Gun: Maverick – Regie: Joseph Kosinski (Sound Designer und Supervising Sound Editor)
- 2022: Jurassic World: Ein neues Zeitalter (Jurassic World Dominion) – Regie: Colin Trevorrow (Sound Designer und Supervising Sound Editor)